# Aire urbaine de Sedan
L'aire urbaine de Sedan est une aire urbaine française centrée sur l'unité urbaine de Sedan. Composée de 19 communes ardennaises, elle comptait 31 668 habitants en 2013.

## Caractéristiques en 1999
D'après la définition qu'en donne l'INSEE, l'aire urbaine de Sedan est composée de 15 communes, situées dans les Ardennes. Ses 31 665 habitants font d'elle la 192e aire urbaine de France.
6 communes de l'aire urbaine sont des pôles urbains.
Le tableau suivant détaille la répartition de l'aire urbaine sur le département (les pourcentages s'entendent en proportion du département) :
| Département | Communes | Communes (%) | Superficie (km²) | Superficie (%) | Population (1999) | Population (%) |
| ----------- | -------- | ------------ | ---------------- | -------------- | ----------------- | -------------- |
| Ardennes    | 15       | 3,2          | 142,40           | 2,7            | 31 665            | 10,9           |